# Arimatea (Chiapas)
Arimatea es una localidad del estado mexicano de Chiapas. Es parte del municipio de Palenque.

## Demografía
| Gráfica de evolución demográfica |
|                                  |

| Censo | Población |
| ----- | --------- |
| 1980  | 642       |
| 1990  | 678       |
| 2000  | 674       |
| 2010  | 1 251     |
| 2020  | 1 385     |